# К Лесбии, о любви и уважении
«К Лесбии, о любви и уважении» — условное название двух стихотворений римского поэта Гая Валерия Катулла, включённых в состав посмертного сборника («Книги Катулла Веронского») под номерами 72 и 75. В обоих случаях Катулл обращается к своей возлюбленной и говорит, что перестал её уважать из-за её вероломства, но при этом любит сильнее, чем раньше. Стихотворение № 72 перекликается с № 70, «О женских клятвах».
Некоторые издатели считают стихотворение № 75 частью стихотворения № 87, «О Лесбии».